# Италијанско држављанство
Држављанство Италије могу добити сви они који имају бар једног родитеља који је пореклом из Италије и који има италијанско држављанство.
Припаднци италијанских мањина и удружења у Истри и у Ријеци имају и италијанско и хрватско држављанство, јер је та територија пре Другог светксог рата била под италијанском управом. Право на двојно држављанство за италијанску мањину у Истри гарантују и италијански устав и устав Републике Хрватске.
Процедура за стицање италијанског држављанства је олакшана за децу која су рођена у Италији.
Процедура за стицање држављанства је такође олакшана за особе које су се одрекле свог претходног држављанства.
Особе са десетогодишњим боравком у Републици Италији имају право да затраже и добију држављанство те исте.
Особе које су склопиле брак са италијанским држављанином или држављанком могу добити држављанство али под условом да брак траје најмање 3 године.
Они који желе добити италијанско држављанство морају бити чисти пред законом и, уз документацију, морају послати и једно писмо председнику Италијанске Републике у којем званично траже италијанско држављанство наводећи и разлоге.
Италија је држава чланица Европске уније дакле ко добије држављанство те земље аутоматски постаје и држављанин Европске уније и има право обратити се за помоћ дипломатиским представништима не само Италије него и ЕУ-а.
Италија има закон о двојном држављанству, дакле могуће је добити италијанско држављанство а истовремено сачувати и држављанство земље порекла.
Многи Срби у Италији имају и српско и италијанско држављанство.